# Simon (desenho animado)
Simon (conhecido no Brasil como Simon, o Supercoelho e em Portugal como Simão) é um desenho animado francês com animação em flash baseada nos livros de Stéphanie Blake publicados pela L'Ecole des Loisirs, dirigido por Julien Cayot, adaptado por Thomas Forwood e Stéphanie Blake e produzido pela GO-N Productions com a participação da France Télévisions. A série animada gira em torno de um coelho antropomórfico chamado Simon. A série estreou na França em 17 de dezembro de 2016 no canal francês France 5 antes de ser exportada para todo o mundo.

## Trama
A série animada se concentra em um lindo coelho antropomórfico chamado Simon, que vive com seus pais Andre e Eva e o irmão mais novo Gaspard e um gato laranja de estimação chamado Milou e eles vão em muitas aventuras.
Cercado por seus familiares, Simon descobre a vida com uma irreverência encantadora. Como todos os meninos da sua idade, Simon é muitas vezes confrontado com aborrecimentos e medos: medo do escuro, da escola ou do dentista, competição entre irmãos, aprender a partilhar com os amigos...

## Personagens
- Simon (Simão em Portugal): Um coelho cheio de energia, dinâmico, toma iniciativas, é criativo, muito esperto e travesso, gosta de acreditar que é um super-herói disfarçando-se de Super Coelho! Diante de uma dificuldade, de um medo, muitas vezes volta a ser um coelhinho. E não tem vergonha de confiar nos pais e pedir-lhes conselhos e proteção.
- Gaspard (Gaspar em Portugal): Irmão mais novo de Simon. Ele tem dois anos e meio, usa fraldas e ainda não vai à escola. Ele se expressa com clareza, mas ainda não sabe falar tão bem quanto seu irmão. Ele adora seu irmão mais velho e o admira.
- Eva: Mãe de Simon e de Gaspard. É moderna e elegante. Ela trabalha muito, mas à noite faz questão de ir para casa mais cedo. Ela é doce e carinhosa e transborda energia. Antes de ir para a cama, ela costuma ler uma história para seus filhos.
- André: Pai de Simon e de Gaspard. Ele está mais presente que Eva, pois trabalha em casa: é marceneiro. Sua oficina está localizada na cabana do jardim. Ele é um pai amoroso, atencioso e imaginativo. Ele é um sonhador e apaixonado por tudo que faz.
- Lú (Lou em Portugal): Amiga e colega de classe de Simon e mora na mesma rua que ele. Tenta atrair a atenção de seus companheiros, usa sempre um vestido bonito e prendedores de roupa adoráveis. Mas ele também adora jogar futebol, andar de bicicleta e correr sem parar.
- Ferdinand (Fernando em Portugal): Vizinho de Simon e também seu melhor amigo. Junto com ele, gosta de brincar ao ar livre. Sempre felizes em se ver, muitas vezes estão em competição e às vezes acabam discutindo, mas imediatamente se reconciliam.
- Mamadou (Mamaduc em Portugal):: Colega de classe de Simon. Ele faz parte de uma pequena banda e é o mais novo, mas o maior. Costuma estar de bom humor. Ele não gosta de conflitos e muitas vezes é ele quem faz as pazes entre Simon e Ferdinand quando eles discutem.
- Avô Arthur e Avó: Avós de Simon e Gaspard. São pais de Eva, têm cerca de sessenta anos e estão aposentados. Eles vivem no campo em uma pequena casa, não muito longe do mar. O avô Arthur é um excelente contador de histórias, ele também se destaca na invenção de histórias de sonhos onde realidade e fantasia se entrelaçam. Simon e Gaspard nem sempre conseguem distinguir o que é verdade e o que não é. A avó de Simon está muito ocupada com a horta. Ela também tem um humor brincalhão como o do marido.